# Bibliocoop
S’appuyant sur la définition de coopérative énoncée par l’Alliance coopérative internationale, la bibliocoop est une association autonome de personnes volontairement réunies pour satisfaire leurs aspirations et besoins sociaux et culturels communs, au moyen d’une bibliothèque dont le fonds est constitué par la mise en commun - définitive ou temporaire - de différentes collections (publiques et privées) ; le pouvoir y est exercé sur le principe d’une collection : une voix.
Par exemple, à Peyssies (Haute-Garonne - France), une association, la municipalité et des particuliers ont mutualisé leurs documents pour créer une bibliothèque locale.